# 1289

## Evenimente
- 10 ianuarie: Cazimir de Bytom este primul duce al Sileziei care prestează jurământ de vasalitate suveranului Boemiei.
- 26 februarie: Bătălia de la Siewierz: Boleslav al II-lea de Mazovia și aliații săi provoacă o înfrângere lui Henric al IV-lea „cel Drept”, susținut de ducii de Głogów, de Ścinawa și de Opole.
- 27 aprilie: Sultanul mamelucilor Qalawun încalcă armistițiul cu cruciații și cucerește orașul Tripoli, după un asediu de o lună de zile; orașul este ras de pe suprafața pământului; căderea Comitatului de Tripoli, ultimul stat cruciat din Siria.
- 15 mai: Iacob cel Drept, regele aragonez al Siciliei, debarcă la Reggio di Calabria și începe să asedieze Gaeta.
- 29 mai: Carol al II-lea de Anjou este încoronat la Rieti, ca rege al Siciliei, de către papa Nicolae al IV-lea, în dispută cu Iacob al II-lea de Aragon.
- 11 iunie: Bătălia de la Campaldino: victoria guelfilor asupra ghibelinilor le asigură menținerea la putere la Florența.
- 25 august: Se semnează un armistițiu pe doi ani între Carol al II-lea de Anjou și Iacob cel Drept.

### Nedatate
- Călugări franciscani își încep misiunea în China.
- Franciscanii încearcă să pătrundă în Ethiopia.
- Populația evreiască este izgonită din Gasconia și Anjou.
- Prințul japonez Subaru cucerește provincia Saitama.
- Sultanul ilhanid din Iran, Arghoun, propune regelui Filip al IV-lea "cel Frumos" al Franței un atac concentrat asupra Siriei.

## Arte, Știință, Literatură și Filosofie
- 26 octombrie: Se întemeiază Universitatea din Montpellier, în Franța, printr-o bulă papală.
- În China se creează un oficiu special pentru nestorieni.
- Se construiește turnul Belaya Vezha, din Belarus.
- Vulcanul Popocatepetl din Mexic este pentru prima dată escaladat, de membrii ai tribului Tecuanipas.

## Nașteri
- 4 octombrie: Ludovic al X-lea, viitor rege al Franței (d. 1316)
- 6 octombrie: Vaclav al III-lea, viitor rege al Cehiei, Ungariei și Poloniei (d. 1306)
- Frederick I de Habsburg (Frederick cel Frumos), duce de Austria și Stiria, rege al Germaniei (d. 1330)
- George al V-lea, viitor rege al Georgiei (d. 1346?)
- Leon al IV-lea, viitor rege al Armeniei (d. 1307)

## Decese
- 6 februarie: Leon al III-lea, rege al Armeniei (n. 1236)
- 12 martie: Demetriu al II-lea, rege al Georgiei (n. 1259)
- 2 noiembrie: Giovanni Dandolo, doge al Veneției (n. ?)
- Ippen, călugăr japonez (n. 1239)

## Înscăunări
- Mayta Capac, conducător al incașilor (1289-1320).